# 英国政府部门
英國政府由內閣部門（英語：ministerial departments）和非內閣部門組成，而某些部門下轄若干個行政機構（英語：executive agencies）。
目前，英國政府下轄24個內閣部門、20個非內閣部門，以及427個政府機構和其他公營機構；總共有465個政府部門。

## 內閣部門
所有內閣部門由一名內閣大臣領導，負責制定政策細節及執行相關法定職務。內閣大臣通常由幾位國務大臣及政務次官支援其工作。
各個內閣部門內均有一名資深公務員（通常為常任秘書長），掌管部門內的行政及財務工作。這些常任秘書長和政務次官不同：政務次官會參與所屬大臣的政治性決策及活動，並跟隨內閣共同進退；常任秘書長則處理部內的日常運作，保持政治中立及不參加任何黨派活動，其聘任不會受政治任命官員的任期影響。
隨着內閣改組，英國首相有可能增加、裁撤、重組或重新命名任何內閣部門，故此下列組織會隨時變化。

### 內閣部門列表
下表为各內閣部門的英文名称及其中文翻译、創立時間、部门首长、公务员主管以及总部圖片及地址。以下資料是截止2024年7月的情况。
部分部门可能在伦敦有多个办公地点：涉及构成国事务的内阁部门，一般会在首都伦敦和其构成国首府各设有一个总部；部分部门的总部会设在同一个地点。
| 內閣部門 | 內閣部門 | 創立時間       | 部門首長                                            | 公務員主管                                       | 總部地址                                              |
| -------- | --- | -------------- | --------------------------------------------------- | ------------------------------------------------ | ----------------------------------------------------- |
|          | 檢察總長公署 Attorney General's Office                                                                      | 1315年         | 何爾文 英格蘭及威爾斯檢察總長暨北愛爾蘭法律事務專員 | Douglas Wilson 總監                              | 伦敦小法兰西102号                                     |
|          | 內閣辦公室 Cabinet Office                                                                                   | 1916年12月     | 麥法德 蘭加斯特公爵領地事務大臣                     | 西蒙·凱斯 內閣秘書長 Catherine Little 常任秘書長 | 伦敦白廳70号                                          |
|          | 商業及貿易部 Department for Business and Trade                                                              | 2023年2月7日   | 韋諾韜 商業及貿易大臣暨貿易委員會主席               | Gareth Davies 常任秘書長                         | 伦敦金钟广场旧海军部大厦                              |
|          | 文化、媒体和体育部 Department for Culture, Media and Sport                                                  | 1997年5月3日   | 藍麗珊 文化、傳媒及體育大臣                         | Susannah Storey 常任秘書長                       | 伦敦国会街100号                                       |
|          | 國防部 Ministry of Defence                                                                                  | 1964年4月1日   | 賀理安 國防大臣                                     | David Williams 常任秘書長                        | 伦敦白厅国防部主楼                                    |
|          | 教育部 Department for Education                                                                             | 2010年5月10日  | 方佩芝 教育大臣                                     | Susan Acland-Hood 常任秘書長                     | 倫敦記利史密斯街20號                                  |
|          | 能源安全及淨零部 Department for Energy Security and Net Zero                                                | 2023年2月7日   | 文立彬 能源安全及淨零大臣                           | Jeremy Pocklington 常任秘書長                    | 倫敦維多利亞街1號                                     |
|          | 环境、食品和乡村事务部 Department for Environment, Food and Rural Affairs                                   | 2001年6月8日   | 李世勳 環境、食物及鄉郊事務大臣                     | Tamara Finkelstein 常任秘書長                    | 伦敦马舍姆街2号                                       |
|          | 外交、聯邦及發展事務部 Foreign, Commonwealth and Development Office                                         | 1968年10月17日 | 林德偉 外交、聯邦及發展事務大臣                     | Sir Philip Barton 常任秘書長                     | 倫敦查理斯國王街                                      |
|          | 衛生及社會關懷部 Department of Health and Social Care                                                       | 1988年7月25日  | 施卓添 衛生及社會關懷大臣                           | Sir Chris Wormald 常任秘書長                     | 伦敦维多利亚街39号                                    |
|          | 內政部 Home Office                                                                                          | 1782年3月2日   | 顧綺慧 內政大臣                                     | Sir Matthew Rycroft 常任秘書長                   | 伦敦马舍姆街2号                                       |
|          | 房屋社區及地方政府部 Ministry of Housing, Communities and Local Government                                  | 2006年5月6日   | 韋雅蘭 房屋、社區及地方政府大臣                     | Sarah Healey 常任秘書長                          | 伦敦马舍姆街2号                                       |
|          | 司法部 Ministry of Justice                                                                                  | 2007年5月9日   | 馬曼婷 司法大臣暨大法官                             | Dame Antonia Romeo 常任秘書長暨皇室辦公室秘書    | 伦敦小法兰西102号                                     |
|          | 創新科技部 Department for Science, Innovation and Technology                                                | 2023年2月7日   | 靳秉德 科學創新及科技大臣                           | Sarah Munby 常任秘書長                           | 伦敦国会街100号                                       |
|          | 運輸部 Department for Transport                                                                             | 2002年5月29日  | 艾凱迪 運輸大臣                                     | Dame Bernadette Kelly 常任秘書長                 | 伦敦霍斯费里路33号大敏斯特大楼                        |
|          | 財政部 His Majesty's Treasury                                                                               | 1126年         | 李韻晴 財政大臣                                     | James Bowler 常任秘書長                          | 伦敦骑兵卫队路1号                                     |
|          | 就業及退休保障部 Department for Work and Pension                                                            | 2001年6月8日   | 簡麗詩 就業及退休保障大臣                           | Sir Peter Schofield 常任秘書長                   | 伦敦托希尔街6-12号卡克斯顿大楼7层                     |
|          | 北愛爾蘭事務部 Northern Ireland Office Oifig Thuaisceart Éireann Norlin Airlann Oaffis                      | 1972年3月24日  | 彭浩禮 北愛爾蘭事務大臣                             | Julie Harrison 常任秘書長                        | 贝尔法斯特厄斯金大楼 伦敦骑兵卫队路1号                |
|          | 蘇格蘭法律事務專員 Office of the Advocate General for Scotland Oifis Àrd-neach-tagraidh an Rìgh airson Alba | 1999年5月19日  | 凱瑟琳·史密夫女男爵 蘇格蘭法律事務專員              | Neil Taylor 主任暨法律事務專員事務律師           | 爱丁堡伊丽莎白女王大楼                                |
|          | 下議院領袖辦公室 Office of the Leader of the House of Commons                                               | 1721年4月4日   | 布樂詩 下議院領袖暨樞密院議長                       | 不適用                                           | 伦敦威斯敏斯特宫4號房 伦敦白廳70号                    |
|          | 上議院領袖辦公室 Office of the Leader of the House of Lords                                                 | 1721年4月4日   | 沈安琪女男爵 上議院領袖暨掌璽大臣                   | 不適用                                           | 伦敦威斯敏斯特宫上议院 伦敦白厅70号                   |
|          | 蘇格蘭事務部 Scotland Office An Oifis Albannach                                                             | 2003年6月13日  | 麥彥安 蘇格蘭事務大臣                               | Laurence Rockey 主任                             | 爱丁堡伊丽莎白女王大楼 伦敦白厅多佛宮                 |
|          | 威爾斯事務部 Wales Office Swyddfa Cymru                                                                     | 1999年7月1日   | 施頌雅 威爾斯事務大臣                               | Glynne Jones 主任                                | 威尔士加的夫中央广场6号威廉·摩根大楼 伦敦白厅格威瑟宮 |
|          | 出口信贷担保部 Export Credits Guarantee Department （以英国出口信貸局名义运作）                             | 1919年         | 韋諾韜 商業及貿易大臣暨貿易委員會主席               | Tim Reid 行政總裁                                | 伦敦骑兵卫队路1号                                     |

## 非內閣部門
非內閣部門會由一名資深公務員領導及掌管，並通常擁有規管性或監管性的功能。

### 非內閣部門列表
- 英格蘭和威爾士慈善委員會（英語：Charity Commission for England and Wales）
- 競爭與市場管理局（英語：Competition and Markets Authority）
- 皇家檢控署（英語：Crown Prosecution Service）
- 食物標準局（英語：Food Standards Agency）
- 林務委員會（英語：Forestry Commission）
- 政府精算署（英语：Government Actuary's Department）
- 政府律政署（英语：Government Legal Department）
- 國王陛下土地註冊處（英語：His Majesty's Land Registry）
- 英王陛下稅務海關總署（英語：His Majesty's Revenue and Customs）
- 國家儲蓄及投資銀行（英語：National Savings and Investments）
- 國家檔案館（英語：The National Archives）
- 國家打擊犯罪調查局（英語：National Crime Agency）
- 鐵路及道路辦公室（英语：Office of Rail and Road）
- 燃氣及電力市場管理局（英語：Office of Gas and Electricity Markets）
- 資格及考試監督辦公室（英语：Ofqual）
- 教育及兒童服務與技能標凖局（英语：Ofsted）
- 嚴重欺詐案辦公室（英語：Serious Fraud Office）
- 联合王国最高法院（英語：Supreme Court of the United Kingdom）
- 英國統計局（英语：UK Statistics Authority）
- 水務監管局（英語：Water Services Regulation Authority）

## 政府機構及公營機構
行政機構是直屬某政府部門，執行該部門的政策；但時，該種機構在組織編制、人員進用及預算運用上擁有更大自主。
非政府部門公共機構是一種半官方機構，擁有一定程度的獨立性免受政治干預，但仍然須向所獲派的政府大臣負責。

## 外部連結
- Departments, agencies and public bodies
- Directgov - widest range of government information and services online （页面存档备份，存于）
- Business Link - main Government-to-business website, explains regulatory policies of more than 80 departments and agencies